# 태풍 실라코 (2008년)
태풍 실라코 (Typhoon Sinlaku)는 2008년 9월 9일부터 9월 21일까지 활동했고 최저기압 935 hPa를 기록했던 2008년의 제13호 태풍이다. 4등급의 태풍(SSHS)이다. 대만과 일본에 영향을 주었다. "실라코"는 미크로네시아 연방에서 제출한 이름으로 여신을 의미한다.

## 개요
제13호 태풍 실라코는 9월 9일 오전 3시에 필리핀 마닐라 동북동쪽 약 560 km 부근 해상에서 중심기압 996hPa, 최대풍속 18 m/s, 강풍반경 약 180 km, 강도 '약', 크기 '소형'의 태풍(열대폭풍, TS)으로 발생하였다. 같은 날 오후 3시에 중심기압 985hPa, 최대풍속 26 m/s, 강풍반경 약 200 km, 강도 '중', 크기 '소형'의 태풍(강한 열대폭풍, STS)으로 빠르게 발달하였다. 9월 10일 오전 3시에 중심기압 970hPa, 최대풍속 33 m/s, 강풍반경 약 380 km, 강도 '강', 크기 '중형'의 태풍(TY)으로 더욱 발달하였다. 그 후 중심기압 935hPa, 최대풍속 46m/s의 매우 강한 태풍으로 발달하여 계속 북진하다가 점차 북서진하여 9월 12일부터 대만에 영향을 주었고, 9월 14일 대만 북동부 지역에 처음 상륙하였다. 그리고 내륙을 통과하면서 강도 '중'의 태풍(강한 열대폭풍, STS)으로 약화되어 같은날인 9월 14일 오후 대만 북서쪽 해상으로 빠져나왔고, 편서풍으로 인하여 점차 전향하여 북동쪽으로 진행하기 시작하였다. 일본 남해상을 향하여 느리게 북동진하면서 9월 16일 오전 9시에 중심기압 990hPa, 최대풍속 23 m/s, 강풍반경 250 km, 강도 '약', 크기 '소형'의 태풍(열대폭풍, TS)으로 더욱 약화되었다. 그러나 일본 오키나와 북쪽 약 290 km 부근 해상에서 중심기압 985hPa, 최대풍속 25 m/s, 강풍반경 250 km, 강도 '중', 크기 '소형'의 태풍(강한 열대폭풍, STS)으로 다시 발달하여, 계속 동북동진하면서 일본 남해상을 통과하였고, 9월 21일 오전 9시에 일본 도쿄 동쪽 약 1110 km 부근 해상에서 온대저기압으로 변질되었다.

## 같이 보기
- 2008년 태풍